# Magduché
Magduché (arabsko مغدوشة, francosko Maghdouché) je mesto v Južnem guvernatu Libanona. Je se 50 km južno od Bejruta in 8 km jugovzhodno od Sidona. Vas leži 3 km v notranjosti od Sredozemskega morja in zavzema hrib z nadmorsko višino med 200 in 229 m.

## Zgodovina
Ime Magduché izvira iz sirske besede, ki pomeni 'zbiralci pridelka'. Izpeljana je tudi iz sirske besede Kidsh in njenih izpeljank (Kadisho, Kadishat, Makdosho). V hebrejščini pomeni 'sveti'. Po krščanskem verovanju, ko je Jezus prišel v Sidon, ga je Devica Marija, ki ga je spremljala, pričakala na vrhu hriba, kjer je danes Magduché. Noč je preživela v jami, ki je postala znana kot Mantara ali 'Čakajoča'. Cesar Konstantin Veliki se je odzval prošnji svete Helene in jamo spremenil v svetišče Device. Postavil je stolp v čast Device. Stolp se je porušil med potresom leta 550. Kasneje je kralj Ludvik IX. na istem mestu postavil opazovalni stolp. Jamo Mantara je znova po naključju odkril pastir leta 1726. Odkrili so tudi ikono Device Marije, ki je bila v bizantinskem slogu in je nastala v 7. ali 8. stoletju. Od takrat se je jama spremenila v romarski kraj za vse libanonske veroizpovedi. Leta 1860 je grškokatoliška cerkev postala lastnica in leta 1880 preoblikovala jamo v svetišče.
Ernest Renan je obiskal Magduché med svojo misijo v Libanonu (opisano v Mission de Phénicie (1865-1874)) in je obiskal jami Sayyidet el-Mantara in Mogharet el-Magdoura.
Leta 1875 je Victor Guérin ugotovil, da gre za vas s 300 grškokatoliškimi prebivalci. Opazil je tudi jami, Saïdet el-Manthara in Merharet el-Makdoura.
V začetku 1960-ih je pod pokroviteljstvom mons. Basileja Khouryja arhitekt Varoujan Zaven zasnoval in izvedel šesterokotno kapelo, ki jo je na vrhu imel 28-metrski stolp stožčaste oblike, ki podpira 8,5-metrski enodelni bronasti kip Device Marija z Jezusom v naročju, tudi po lastni zasnovi, ki jo je izvedel italijanski umetnik Pierrotti v Pietra Santa. Zasnova in nadzor nad projektom sta bila donacija arhitekta. Gospa iz Mantare velja za zaščitnico otrok in veliko krstov se praznuje v svetišču.
Maja 1985 je Amal zasedel Maghdouché, pregnal libanonske sile in izgnal veliko krščanskih prebivalcev. Osemnajst mesecev kasneje, 24. novembra 1986, je koalicija borcev Fataha, PFLP in DFLP iz begunskih taborišč v Sidonu napadla položaje Amal. V tednu dni spopadov so Palestinci prevzeli nadzor nad večino vasi. Cilj ofenzive je bil odrezati sile Amal, ki so napadale palestinska taborišča v Tiru, od trdnjav Amala v Južnem Bejrutu. Med spopadi je Amal obtožila krščanske prebivalce, da so na strani Palestincev. Na začetku bitke je bilo v vasi 4000 kristjanov, do konca novembra jih je bilo 80. Amal je na cesti iz vasi ubila štiri vaščane, dva od njih je s sekiro ubila. Večini vaških žensk in otrok je uspelo doseči vzhodni Bejrut. Leta 1990 so se prebivalci Magduchéja vrnili k ruševinam svoje vasi in začeli obnavljati, kar je bilo uničeno v vojni.

## Demografija
Magduché ima 8000 stalnih prebivalcev, od katerih je večina melkitskih grkokatoličanov in nekaj maronitskih katoličanov. Prebivalstvo mesta se podvoji, ko se izseljenci vrnejo, da bi preživeli poletne počitnice v domovini svojih prednikov.

## Gospodarstvo
Glavna gospodarska panoga Magduchéja je kmetijstvo. Mesto prideluje grozdje in citruse, zlasti pomaranče. Mesto je znano po vodi s pomarančnimi cvetovi. Aprila 2006 je USAID financiral 195.000 USD vredno zadrugo za center za proizvodnjo cvetov rož in rožne vode, ki bo služila več kot 950 kmetom na območju Magduchéja.

## Glavne znamenitosti
Najbolj znana znamenitost Magduchéja je stolp Gospe od Mantare, ki je marijansko svetišče, zgrajeno (16. maja 1963), nad jamo, za katero se verjame, da je počivala Devica Marija, ko je čakala na Jezusa ko je pridigal v Sidonu. Višina stolpa je 28 m, višina kipa: 8,5 m, širina: 3,5 m in teža 6 ton. Ta verska znamenitost sprejema veliko obiskovalcev, ki jih sestavljajo turisti in prebivalci.
Gospa iz Mantare je veljala za območje verske dediščine in je bila leta 2016 dodana na zemljevid mednarodnega verskega turizma.
Potem ko so palestinski borci novembra 1986 zavzeli večino Magduchéja, so člani Hezbolaha zaprosili za dovoljenje za rušenje Marijin kip. Bili so zavrnjeni, palestinski poveljnik pa je rekel: »Konec koncev je bila Marija Palestinka«.

## V popularni kulturi
Poklon mestu je odpela libanonska pevka Diana Haddad na svojem albumu Jarh AL Habib iz leta 2000 z naslovom Magduché ali Mishtaqit Laki Ya Maghdouche (Pogrešam te Magduché). Septembra 2009 je Haddad izvedla isto pesem v čast vasi, medtem ko je sodelovala na njihovem letnem glasbenem festivalu v mestu, domovini pevkinih prednikov.